# Ptilium myrmecophilum
Ptilium myrmecophilum är en skalbaggsart som först beskrevs av Allibert 1844.  Ptilium myrmecophilum ingår i släktet Ptilium, och familjen fjädervingar. Arten är reproducerande i Sverige.

## Bildgalleri

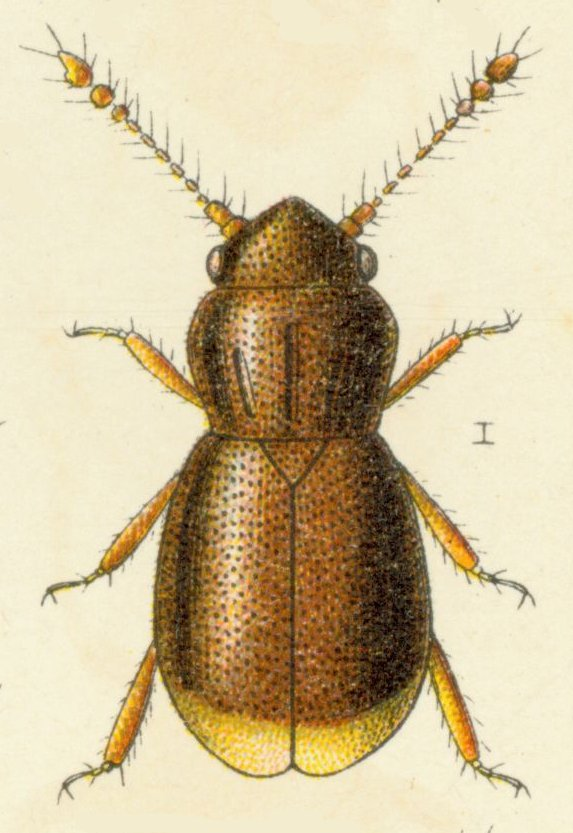
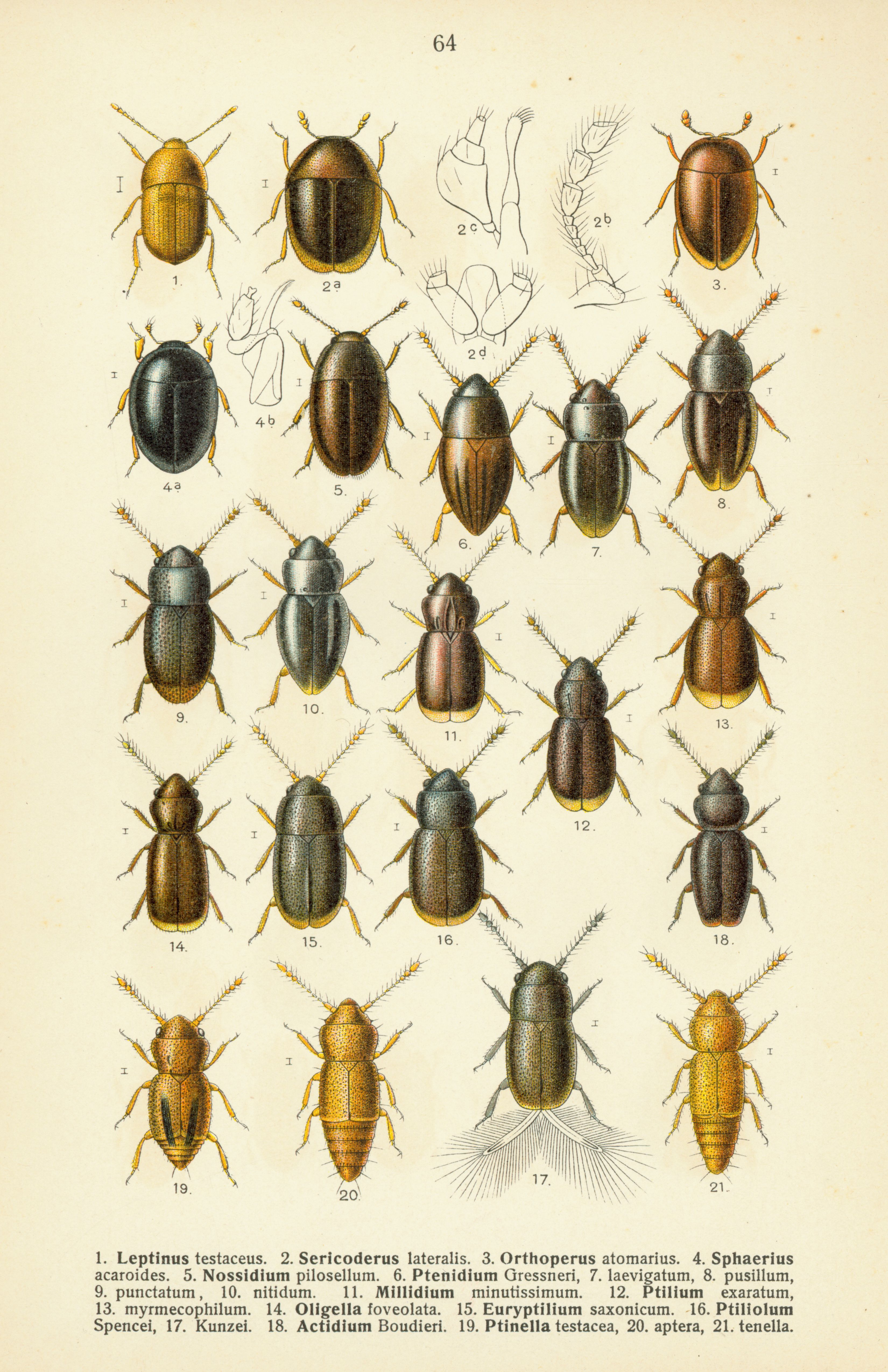